# 18-я Македонская ударная бригада
18-я Македонская ударная бригада (сербохорв. Осамнаеста македонска ударна бригада / Osamnaesta makedonska udarna brigada, макед. Осумнаесетта македонска ударна бригада) — воинское формирование Народно-освободительной армии Югославии, участвовавшее в Народно-освободительной войне на территории Северной Македонии.

## История
Образована 4 октября 1944 в деревне Алгуня (около Куманово). Состояла преимущественно из молодёжи и новобранцев из Куманово, Прешево и Буяноваца; насчитывала 1200 человек, воевала в составе Кумановской дивизии НОАЮ. Вела бои против 11-й немецкой армии и албанских фашистов на направлениях Куманово — Буяновац и Куманово — Прешево. С 21 по 24 октября сражалась за деревни Биляча и Сушево, 11 ноября при поддержке 17-й Македонской бригады и 1-й болгарской армии взяла Куманово, до декабря 1944 года воевала против баллистов в районе Чёрной горы (Скопье), Урошеваца и Гниляне. 1 января 1945 расформирована, личный состав переведён в 3-ю Македонскую ударную бригаду.